# 栋让
栋让（法語：Domjean，法語發音：[dɔ̃ʒɑ̃]）是法国芒什省的一个市镇，属于圣洛区。

## 地理
栋让（48°59'13"N, 1°1'57"W）面积16.57 平方千米，位于法国诺曼底大区芒什省，该省份为法国西北部沿海省份，西、北、东北三面环大西洋，东起顺时针与卡爾瓦多斯省、奧恩省、马耶讷省和伊勒-维莱讷省接壤。
与栋让接壤的市镇（或旧市镇、城区）包括：伯夫里尼、富尔诺、维尔河畔圣卢埃、泰西博卡日、托里尼莱维尔、维尔河畔孔代。

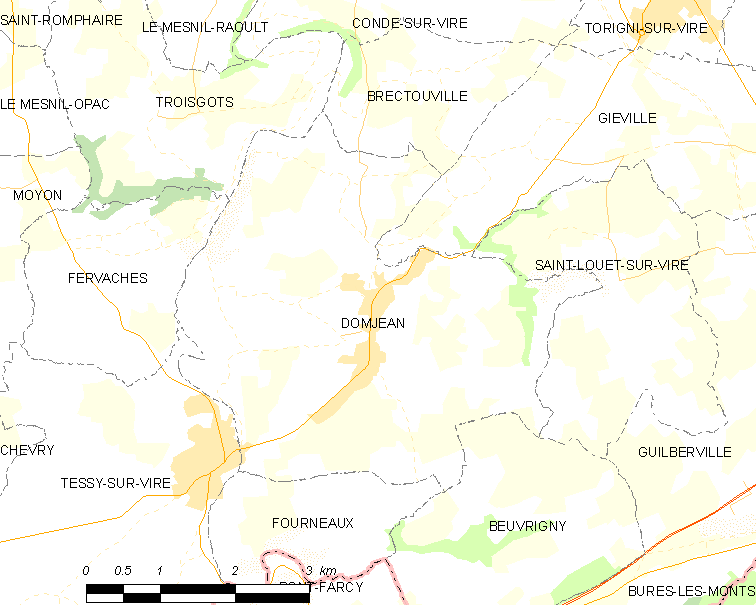
栋让的OSM定位图

栋让的时区为UTC+01:00、UTC+02:00（夏令时）。

## 行政
栋让的邮政编码为50420，INSEE市镇编码为50164。

## 政治
栋让所属的省级选区为维尔河畔孔代县。

## 人口

1962-2008年间栋让人口变化图示

栋让于2022年1月1日时的人口数量为998人。